# مارک آلفوس
مارک آلفوس (فرانسوی: Marc Alfos‎) هنرپیشه اهل فرانسه بود.
آلفُس متولد یکم ژانویه ۱۹۵۶ در نانتر او-دو-سن فرانسه یکی از شناخته‌شده‌ترین هنرپیشه‌ها در زمینه صداگذاری در سینمای فرانسه بود.
صداگذاری چندین شخصیت معروف و بازیگران نقش اول مانند راسل کرو، ران پرلمن، لوئیس گازمن و بروس مک‌گیل در فیلم‌هایی مانند بیگانه‌ها، شجاع‌دل، گلادیاتور و بسیاری دیگر را بعهده گرفته بود. وی همچنین در صداگذاری عصر فرمانروایان ۳، اساسینز کرید: برادری، بایوشاک، ندای وظیفه ۳، ندای وظیفه: جهان در جنگ، ندای وظیفه ۴: جنگاوری نوین، کرش آو د تایتانز، مجموعه بازی‌های فار کرای، شاهزاده ایران و بسیاری دیگر از بازی‌های ویدئویی نیز فعالیت داشت.
مارک آلفوس در سوم اوت سال ۲۰۱۲ در سن ۵۶ سالگی در شهر انییر-سور-سن فرانسه درگذشت.